# Олег Антонишин
Оле́г Антони́шин (англ. Oleh M. Antonyshyn) — керівник програми черепних травм Медичного центру «Санібрук» (англ. Sunnybrook Health Sciences Centre) у Торонто, професор пластичної хірургії Університету Торонто.

## З життєпису
З листопада 2014 року у складі медичної команди із 25 спеціалістів перебував в Україні, надаючи допомогу постраждалим у російсько-українській війні. Прооперували 37 поранених із складними випадками. Станом на жовтень 2015 року здійснив третій виїзд до України для проведення операцій.

## Нагороди
- «За особисті заслуги у гуманістичній та благодійній діяльності, надання висококваліфікованої медичної допомоги учасникам антитерористичної операції в Донецькій та Луганській областях» 23 лютого 2016 року нагороджений орденом «За заслуги» III ступеня.
- Гуманітарна нагорода імені Маркіяна Охримовича (2017).